# Peter Rasmussen (Musiker)

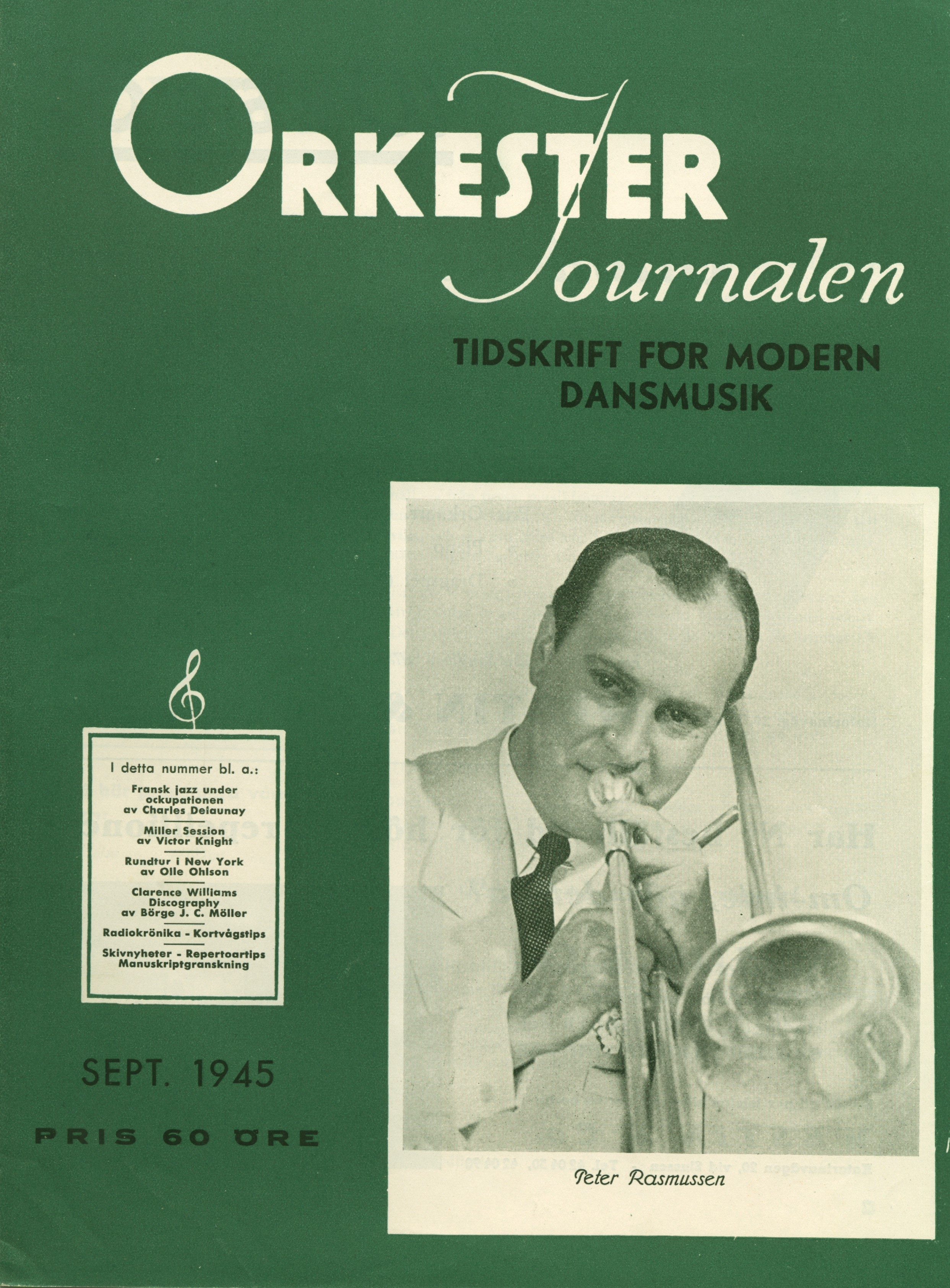
Peter Rasmussen auf dem Titelbild des schwedischen Jazz-Magazins Orkesterjournalen 1945.

Peter Christian Hans Rasmussen (* 16. Dezember 1906 in Hørsholm; † 27. September 1992) war ein dänischer Jazz-Posaunist und Bandleader. Er gehörte mit Kai Ewans und Leo Mathisen zu den Pionieren des dänischen Jazz.

## Leben und Wirken
Ab den 1920er Jahren spielte Rasmussen zusammen mit Valdemar Eiberg, Erik Tuxen und seinem Cousin Kai Ewans. Später zog er nach Deutschland, wo er im Tanzorchester von Bernard Etté spielte. Er ging auch auf eine Tournee in die Vereinigten Staaten, wo er Miff Mole begegnete. 1931 kehrte er nach Dänemark zurück und spielte u. a. mit Kai Julians Orchester, von 1932 bis 1936 mit Erik Tuxens Orchester und von 1936 bis 1943 bei Kai Ewans. Bei Benny Carters Besuch in Dänemark spielte er 1936 mit diesem. Außerdem begleitete er die Sängerin Adelaide Hall.
Ab 1943 arbeitete Rasmussen bis in die 1970er Jahre als freischaffender Musiker für das öffentlich-rechtliche dänische Radio als Orchesterleiter (Radiosymfoniorkestret København), Programmsprecher und Produzent.
Rasmussen veröffentlichte Aufnahmen auf den Plattenlabels Tono und Polyphon. Eine repräsentative Auswahl seiner Musik ist auf der CD-Kompilation Dansk guldalder jazz, Vol. 1 & 2 zu finden.